# شهرستان برون
ناحیهٔ بروون (به چکی: Beroun District) یک ناحیه در جمهوری چک است که در منطقه بوهمی مرکزی واقع شده‌است. ناحیهٔ بروون ۶۶۱٫۹۱ کیلومتر مربع مساحت و ۷۸٬۴۵۸ نفر جمعیت دارد.